# Semidalis wallacei
Semidalis wallacei is een insect uit de familie van de dwerggaasvliegen (Coniopterygidae), die tot de orde netvleugeligen (Neuroptera) behoort. 
De wetenschappelijke naam Semidalis wallacei is voor het eerst geldig gepubliceerd door Meinander in 1972.